# Абрикосово
Абрико́сово (до 1948 года Айгаше́н, до нач. XX века Орджа́к-Джабу́; укр. Абрикосове, крымскотат. Orcaq Cabu, Орджакъ Джабу) — село в Первомайском районе Республики Крым. Административный центр и единственный населённый пункт Абрикосовского сельского поселения (согласно административно-территориальному делению Украины — Абрикосовского сельского совета Автономной Республики Крым).

## Население
| 2001 | 2014 | 2015 | 2016 | 2017 | 2018 | 2019 |
| ---- | ---- | ---- | ---- | ---- | ---- | ---- |
| 1030 | ↘777 | ↗778 | ↘771 | ↘761 | ↘737 | ↘723 |
| 2020 | 2021 |      |      |      |      |      |
| ↗726 | ↗758 |      |      |      |      |      |

Всеукраинская перепись 2001 года показала следующее распределение по носителям языка
| Язык             | Процент |
| ---------------- | ------- |
| русский          | 50.39   |
| украинский       | 29.8    |
| крымскотатарский | 17.67   |
| другие           | 1.27    |

### Динамика численности
| - 1806 год — 95 чел. - 1864 год — 35 чел. - 1889 год — 94 чел. - 1892 год — 13 чел. - 1900 год — 149 чел. - 1915 год — 6/20 чел. - 1926 год — 107 чел. | - 1939 год — 467 чел. - 1989 год — 1146 чел. - 2001 год — 1030 чел. - 2014 год — 777 чел. - 2015 год — 778 чел. - 2016 год — 771 чел. |

## Современное состояние
На 2016 год в Абрикосово числится 7 улиц; на 2009 год, по данным сельсовета, село занимало площадь 93 гектара, на которой в 300 дворах проживало более 1 тысячи человек. В селе действуют средняя общеобразовательная школа, детский сад «Сказка», Дом культуры, сельская библиотека-филиал № 1, отделение почты, фельдшерско-акушерский пункт, православный храм святых Жён-мироносиц. Абрикосово связано автобусным сообщением с райцентром, городами Крыма и соседними населёнными пунктами.

## География
Абрикосово — большое село в северо-востоке района, у границы с Джанкойский районом, в верховьях Чатырлыкской балки, высота центра села над уровнем моря — 25 м. Ближайшие сёла — Островское в 5 км на северо-запад и сёла Джанкойского района: Павловка в 5,5 км на северо-восток, Крымка в 6 км на восток и Роскошное в 3,5 км на юг. Расстояние до райцентра — около 20 километров (по шоссе), ближайшая железнодорожная станция — Воинка (на линии Джанкой — Армянск) — примерно 28 километров. Транспортное сообщение осуществляется по региональной автодороге 35Н-413 от шоссе Красноперекопск — Симферополь (по украинской классификации — С-0-11029).

## История
Современное село образовано на месте двух находившихся рядом старинных татарских деревень Орджак и Джабу, слившихся в середине XIX века.
Первое документальное упоминание селений встречается в Камеральном Описании Крыма… 1784 года, судя по которому, в последний период Крымского ханства Арджак входил в Четырлык кадылык Перекопского каймаканства (Джабу среди, зачастую сильно искажённых, названий Камерального Описания… идентифицировать пока не удалось). После присоединения Крыма к Российской империи (8) 19 апреля 1783 года, (8) 19 февраля 1784 года, именным указом Екатерины II сенату, на территории бывшего Крымского ханства была образована Таврическая область и деревня была приписана к Евпаторийскому уезду. После павловских реформ, с 1796 по 1802 год входила в Акмечетский уезд Новороссийской губернии. По новому административному делению, после создания 8 (20) октября 1802 года Таврической губернии, Орджак и Джабу были включены в состав Бозгозской волости Перекопского уезда.
По Ведомости о всех селениях в Перекопском уезде состоящих с показанием в которой волости сколько числом дворов и душ… от 21 октября 1805 года, в деревне Орджак числилось 7 дворов и 29 жителей, в Джаба — 9 дворов и 66 жителей, все исключительно крымские татары. На военно-топографической карте генерал-майора Мухина 1817 года обозначены деревни Оржак и Джаба с 9 дворами в каждой. После реформы волостного деления 1829 года Орджан и Джабу, согласно «Ведомости о казённых волостях Таврической губернии 1829 года» отнесли к Эльвигазанской волости (переименованной из Бозгозской). На карте 1836 года в деревне Орджак 10 дворов. Видимо, вследствие эмиграции крымских татар в Турцию, деревни заметно опустели и на карте 1842 года Орджак и Джабу обозначены условным знаком «малая деревня», то есть, менее 5 дворов.
В 1860-х годах, после земской реформы Александра II, деревни приписали к Ишуньской волости. В «Списке населённых мест Таврической губернии по сведениям 1864 года», составленном по результатам VIII ревизии 1864 года, Джабу — владельческая деревня, с 5 дворами, и 35 жителями при колодцах, Орджак же не упомянут — видимо, опустел совсем, хотя в «Памятной книжке Таврической губернии за 1867 год», среди опустевших вследствие массовой эмиграции после Крымской войны 1853—1856 годов деревень не значится. По обследованиям профессора А. Н. Козловского начала 1860-х годов, вода в колодцах деревеь была пресная «в достаточном количестве», а их глубина колебалась от 2 до 4 саженей (4—8 м). На трёхверстовой карте Шуберта 1865—1876 года в деревне Орджак обозначено 6 дворов, в Джабу — 4). По «Памятной книге Таврической губернии 1889 года», по результатам Х ревизии 1887 года, в объединённой деревне Орджак-Джабу числилось уже 19 дворов и 94 жителя.
После земской реформы 1890 года Орджак-Джабу отнесли к Джурчинской волости. К этому времени деревня вновь опустела и была приобретена крымскими немцами — сохранился документ о выдаче ссуды неким Шпехтам, Клемент, Раппу под залог имения при деревнях Арджак и Джабу от 29 сентября 1890 года. Согласно «…Памятной книжке Таврической губернии на 1892 год», в экономии Шпехта Орджак-Джабу, не входившей ни в одно сельское общество, было 13 жителей в 1 домохозяйстве. По «…Памятной книжке Таврической губернии на 1900 год» в экономии Орджак-Джабу числилось 149 жителей в 5 дворах. По Статистическому справочнику Таврической губернии. Ч.II-я. Статистический очерк, выпуск пятый Перекопский уезд, 1915 год, в экономии Арджак-Джаба (Раппа) Джурчинской волости Перекопского уезда числился 1 двор с немецким населением в количестве 6 человек приписных жителей и 20 — «посторонних», из которых 14 мужчин и 12 женщин. При экономии числилось 670 десятин удобной земли. В хозяйстве имелось 120 лошадей, 10 волов, 15 коров и 300 голов мелкого скота.
После установления в Крыму Советской власти и учреждения 18 октября 1921 года Крымской АССР, в составе Джанкойского уезда был образован Курманский район, в состав которого включили село. В 1922 году уезды получили название округов. 11 октября 1923 года, согласно постановлению ВЦИК, в административное деление Крымской АССР были внесены изменения, в результате которых был ликвидирован Курманский район и село включили в состав Джанкойского. Согласно Списку населённых пунктов Крымской АССР по Всесоюзной переписи 17 декабря 1926 года, в хуторе Айгашен (он же Орджак-Джаба) Джурчинского сельсовета Джанкойского района, числилось 26 дворов, из них 22 крестьянских, население составляло 107 человек. В национальном отношении учтено: 95 армян, 6 русских, 6 записаны в графе «прочие», действовала армянская школа. (На сайте «Города и сёла Украины» утверждается, что в 1928 году был создан колхоз им. Коминтерна, в 1953 году переименованный в колхоз им. Хрущёва, а в 1965 году — в колхоз «Луч»). Постановлением ВЦИК РСФСР от 30 октября 1930 года был создан Фрайдорфский еврейский национальный район (переименованный указом Президиума Верховного Совета РСФСР № 621/6 от 14 декабря 1944 года в Новосёловский) (по другим данным 15 сентября 1931 года) и село включили в его состав, а после разукрупнения в 1935-м и образования также еврейского национального Лариндорфского (переименованный указом Президиума Верховного Совета РСФСР № 621/6 от 14 декабря 1944 года в Первомайский), село переподчинили новому району. По данным всесоюзная перепись населения 1939 года в селе проживало 467 человек.
В 1944 году, после освобождения Крыма от фашистов, согласно Постановлению ГКО № 5984сс от 2 июня 1944 года, 27 июня крымские армяне из Айгашена были депортированы в Пермскую область, Свердловскую область и Среднюю Азию. С 25 июня 1946 года Айгашен в составе Крымской области РСФСР. Указом Президиума Верховного Совета РСФСР от 18 мая 1948 года, Айгашен переименовали в Абрикосово. 26 апреля 1954 года Крымская область была передана из состава РСФСР в состав УССР. Время включения в Октябрьский сельсовет пока не выяснено: на 15 июня 1960 года село уже числилось в его составе. Указом Президиума Верховного Совета УССР «Об укрупнении сельских районов Крымской области», от 30 декабря 1962 года был упразднён Первомайский район и село присоединили к Красноперекопскому. 8 декабря 1966 года был восстановлен Первомайский район и село вернули в его состав. Время передачи села в Октябрьский сельсовет пока точно не установлено — на 1 января 1968 года Абрикосово уже в его составе.
9 мая 1984 года, в память 40-летия освобождения Крыма от немецко-фашистских захватчиков в центре села был открыт мемориал в честь жителей Айгашена, погибших на фронтах Великой Отечественной войны. Памятный знак работы скульптора Л. И. Моргунова представляет собой сложную конструкцию, из нескольких стел различных размеров и форм на общем подиуме и символа вечного огня. Центральный элемент — стела в виде склоненного красного знамени в центре. Постановлением Совета министров Республики Крым № 627 от 20 декабря 2016 года памятник отнесён к категории объектов культурно-исторического наследия России регионального значения.
По данным переписи 1989 года в селе проживало 1146 человек. С 12 февраля 1991 года село в восстановленной Крымской АССР, 26 февраля 1992 года переименованной в Автономную Республику Крым. С 16 октября 1992 года Абрикосово — центр сельсовета. С 21 марта 2014 года в составе Крыма аннексировано Россией.
На территории села проживала Евдокия Фёдоровна Солтун (27 марта 1927—25 октября 2011) — доярка колхоза «Луч», Герой Социалистического Труда.